# ادوارد فلسنتال
ادوارد فلسنتال (زادۀ ۱۹۶۶) روزنامه‌نگار آمریکایی است. وی هم‌اکنون به عنوان سردبیر مجله تایم که یک مجله خبری هفتگی است، فعالیت می‌کند.